# Estanislau de Cracòvia
|  | Per a altres significats, vegeu «Estanislau». |

Estanislau de Cracòvia o Estanislau de Szczepanów (Szczepanów, 26 de juliol de 1030 - Cracòvia, 8 de maig de 1079) va ser un bisbe de Cracòvia; assassinat pel rei Boleslau II de Polònia. És considerat màrtir i venerat com a sant per l'Església catòlica.

## Biografia
Estanislau va néixer a Szczepanów, a prop de Cracòvia, el 1030. Els seus pares, Belislau i Bogna, de família noble, eren molt austers i pietosos, estimats per les seves virtuts, i Estanislau va rebre una bona educació moral i intel·lectual. Va estudiar a l'escola catedralícia de Gniezno i a París. Va ser ordenat prevere pel bisbe de Cracòvia i va anar com a rector a Czembocz, on va adquirir fama d'honradesa i zel religiós. Va ésser nomenat canonges del capítol de Cracòvia i predicador de la catedral, a més de vicari general diocesà. A la mort del bisbe Lambert Zula, el 2 de febrer de 1072 va ser anomenat bisbe pel duc Boleslau II, però Estanislau només hauria acceptat el nomenament quan li va demanar el mateix papa Alexandre II.
Convertit en conseller de Boleslau II, va tenir una gran influència política i gràcies a ell s'instal·là a Polònia un legat pontifici. Va afavorir l'arribada dels benedictins, va restablir l'arquebisbat de Gniezno i el 1076 va coronar com a rei de Polònia el duc Boleslau II. No obstant això, va esclatar un conflicte greu entre el bisbe i el rei, sense que se'n sàpiga del cert el motiu. Les fonts més tradicionals diuen que el rei Boleslau II de Polònia duïa una vida dissoluta i va cometre abusos contra els seus súbdits; Estanislau va amonestar-lo i li va demanar que canviés de conducta. Altres, com Wincenty Kadłubek, diuen que Estanislau va defensar l'esposa infidel d'un cavaller que havia marxat amb el rei a la campanya contra el Rus' de Kíev; mentre que el marit l'havia perdonada, el rei la va condemnar a mort, i el bisbe va prendre el partit del noble i es va oposar a la justícia reial. Per aquest motiu, el rei va condemnar també el bisbe, per donar un exemple a la resta de la cort: enfurismat, el va fer matar mentre deia missa en l'església de Sant Miquel, a Skałka, als afores de la ciutat, on avui hi ha l'església de Sant Estanislau de Skałka.

### Disputa sobre la propietat i miracle de Piotr
Un dels primers conflictes amb el rei va donar lloc a un dels fet més coneguts de la llegenda d'Estanislau, arran d'una disputa entorn de la propietat d'unes terres. El bisbe havia adquirit per a la diòcesi una terra a la ribera del Vístula prop de Lublin que havia comprat d'un cert Piotr (Pere). En morir Piotr, però, la família va reclamar la terra. El rei va decidir a favor dels familiars, però Estanislau, segons la llegenda, va resuscitar Piotr perquè confirmés que l'havia venut al bisbe. Després de demanar un termini de tres dies al tribunal, Estanislau va pregar sense parar i, en processó va anar fins al cementiri on Piotr havia estat enterrat tres anys abans. Hi van excavar fins a trobar les restes de Piotr i Estanislau li demanà que s'aixequés, cosa que Piotr va fer.
Piotr va ser portat fins al tribunal i el re i hi va testificar. Piotr va renyar els seus fills i va declarar que Estanislau havia pagat la terra. Un cop va declarar, Estanislau va demanar a Piotr si volia continuar amb vida, però el camperol va preferir tornar a la tomba: hi va morir de nou i va ésser sebollit un altre cop.

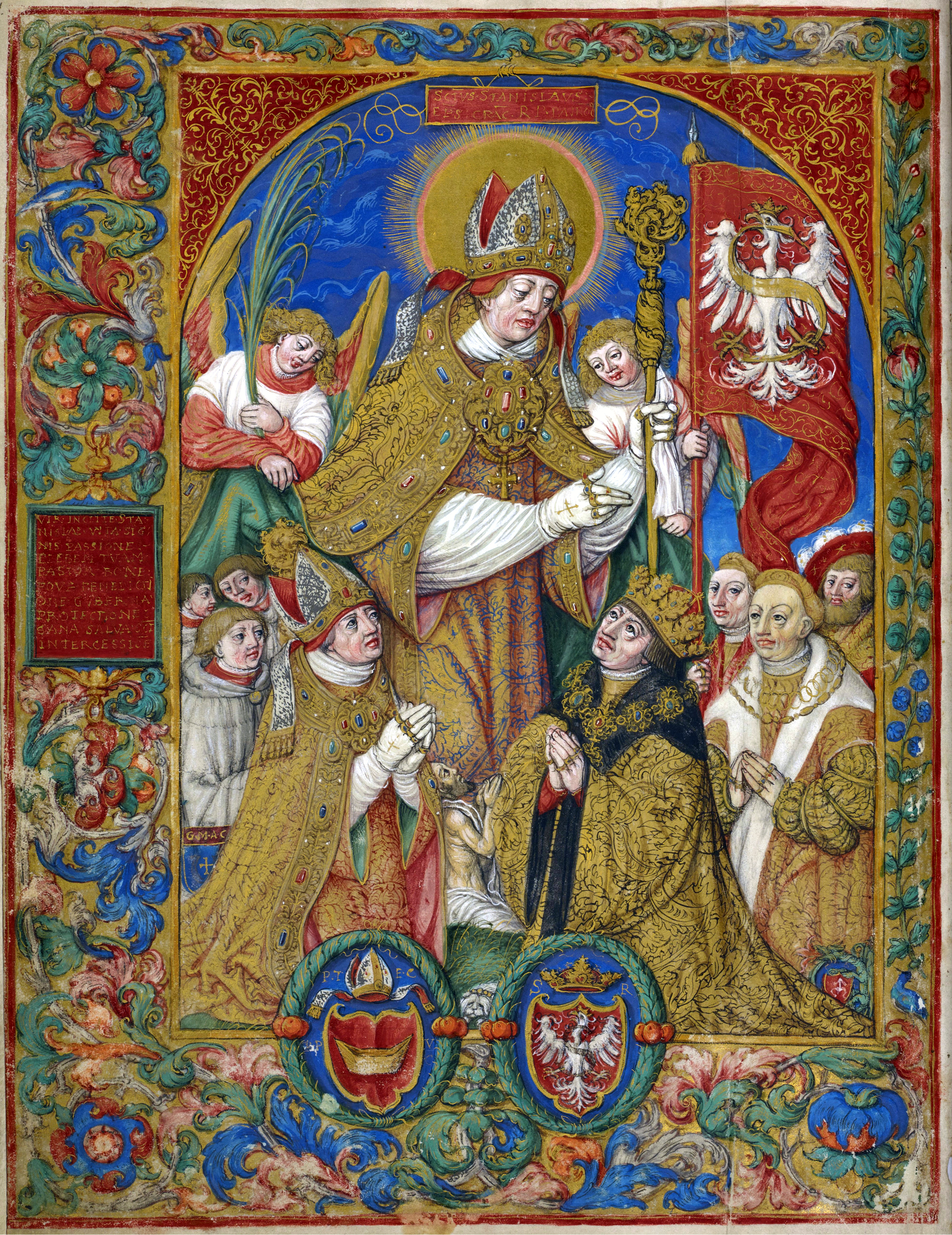
El sant en una miniatura de 1535
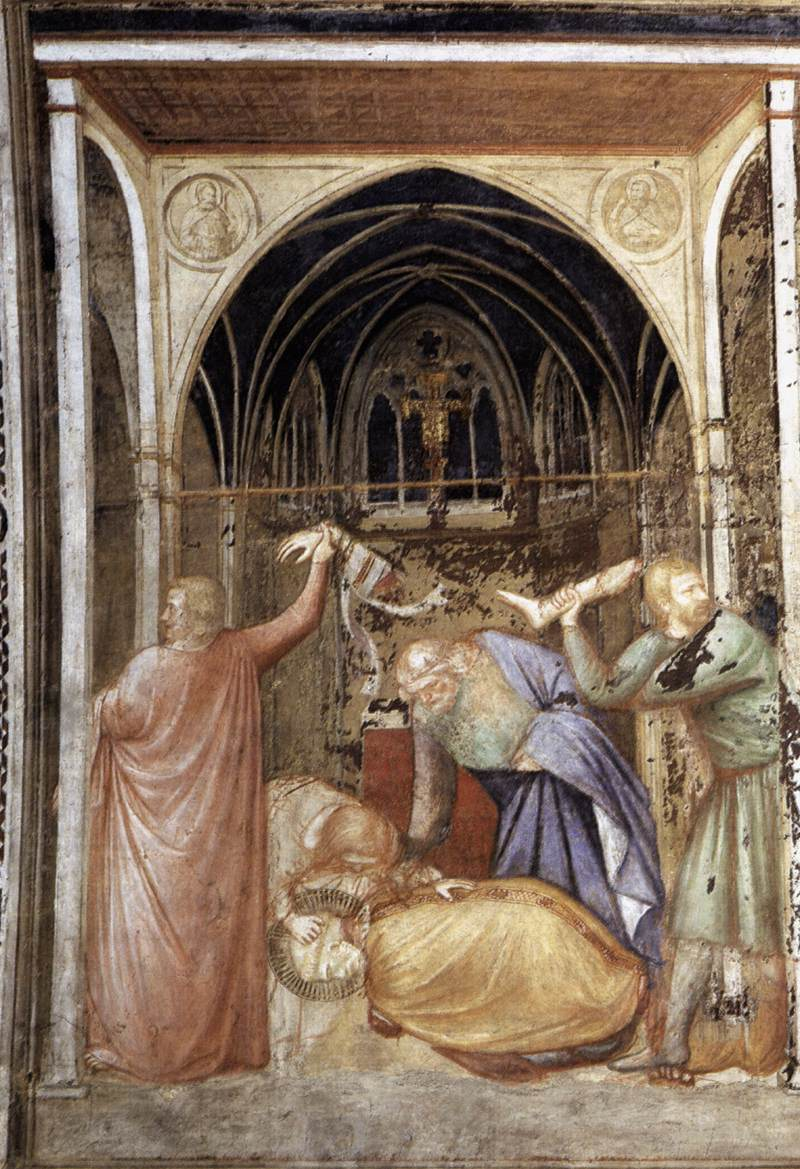
Mort del sant, per Puccio Capana, ca. 1345 (Assís, Basilica de S. Francesco)
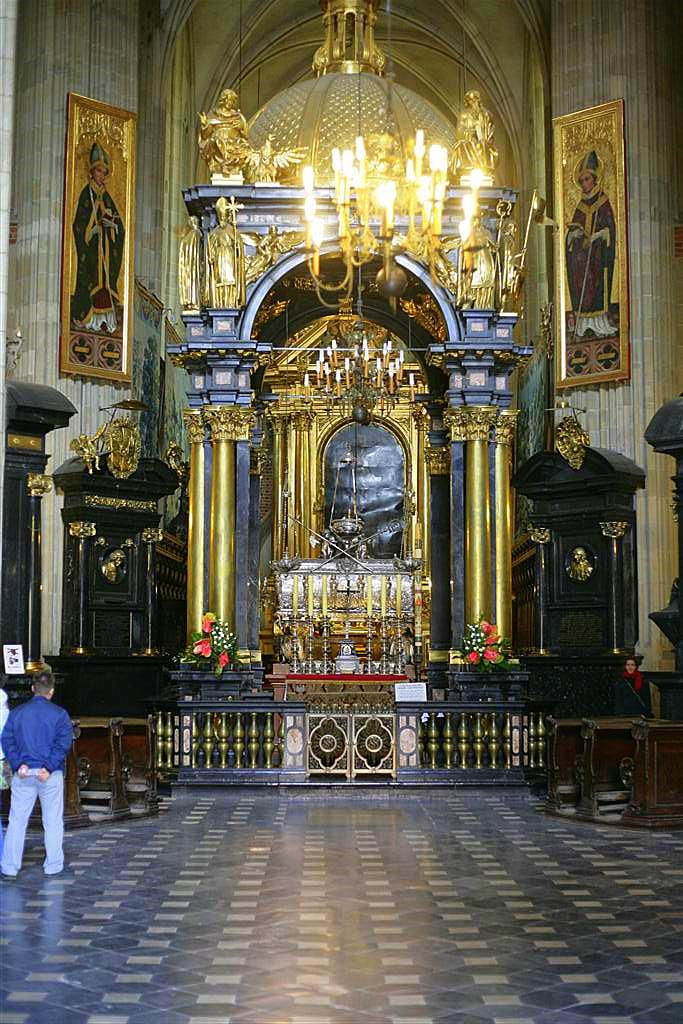
Baldaquí i sarcòfag del sant al Wawel (Cracòvia)
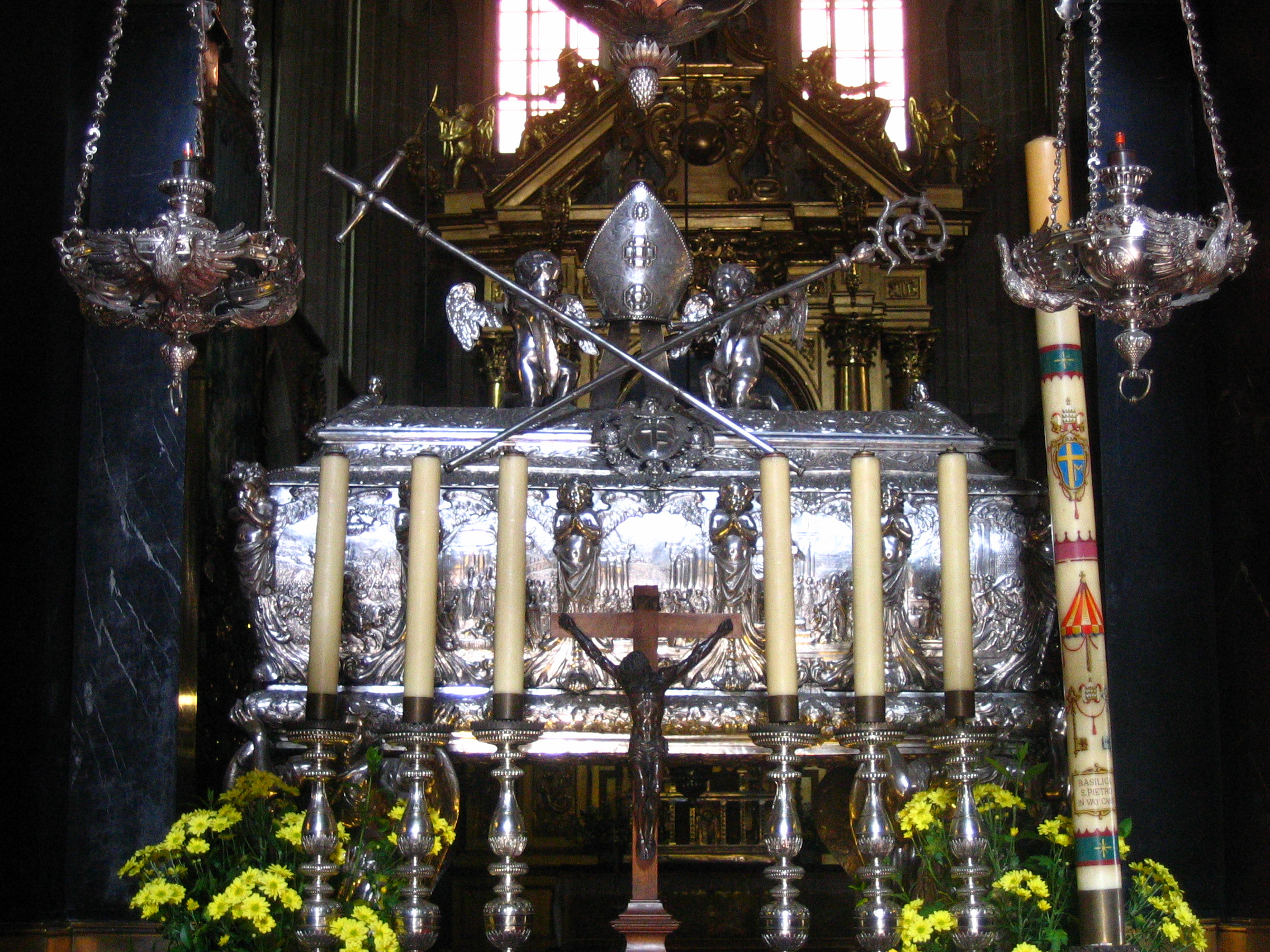
Sepulcre d'argent al Wawel

## Veneració
Les restes del bisbe van ésser traslladades a la catedral del Wawel de Cracòvia en 1088. El dia 17 de setembre de 1253, a Assís, va ser canonitzat pel papa Innocenci IV, possiblement influït pel cas contemporani de la mort de Sant Tomàs Becket. Va ser llavors quan va començar el culte al sant, que va donar nom a la catedral de Cracòvia i va esdevenir patró principal de Polònia, particularment venerat també a Lituània, Belarús i Ucraïna.